# ألفارو فرنانديز (لاعب كرة قدم)
ألفارو فرنانديز (بالإسبانية: Álvaro Fernández Llorente) هو لاعب كرة قدم إسباني، ولد في 13 أبريل 1998 في أرنيدو في الأرجنتين. لعب مع أوساسونا.

## وصلات خارجية
- ألفارو فرنانديز على موقع الاتحاد الأوربي (الإنجليزية)
- ألفارو فرنانديز على موقع إي إس بي إن إف سي (الإنجليزية)
- ألفارو فرنانديز على موقع قاعدة بيانات كرة القدم.إي يو (الإنجليزية)
- ألفارو فرنانديز على موقع ناشيونال فوتبول تيمز (الإنجليزية)
- ألفارو فرنانديز على موقع Soccerbase.com (لاعب) (الإنجليزية)
- ألفارو فرنانديز على موقع Soccerway.com (الإنجليزية)
- ألفارو فرنانديز على موقع عالم كرة القدم.نت (الإنجليزية)
- ألفارو فرنانديز على موقع أوليمبيديا (الإنجليزية)
- ألفارو فرنانديز على موقع AS.com (الإسبانية)